# Madaba (Distrikt)
Madaba ist ein Distrikt der tansanischen Region Ruvuma. Der Distrikt grenzt im Nordosten an die Region Morogoro, im Osten an den Distrikt Namtumbo, im Süden an den Distrikt Songea, im Südwesten an den Distrikt Mbinga und im Nordwesten an die Region Njombe.

## Geographie
Der Distrikt hat eine Fläche von 6.674 Quadratkilometern und 65.215 Einwohner (Volkszählung 2022). Das Land im Süden ist flach und liegt rund 1000 Meter über dem Meer, der nördliche Teil ist gebirgig und steigt auf bis zu 1500 Meter an. Die Entwässerung erfolgt durch die Flüsse Ruhuhu, Lutukira und Hanga, die in den Malawisee münden und den Ruhuji und den Pito, die in den Rufiji münden.
Das Klima in Madaba ist tropisch. Im Jahresdurchschnitt fallen 828 Millimeter Niederschläge. Mehr als 100 Millimeter regnet es jeweils in den Monaten Dezember bis April, die Monate Juni bis September sind sehr trocken. Die Durchschnittstemperatur schwankt zwischen 22,8 Grad Celsius im Juli und 25,7 Grad im November.

## Verwaltungsgliederung
Madaba ist in 8 Bezirke (Kata) gegliedert:
- Gumbiro
- Lituta
- Mahanje
- Matetereka
- Matumbi
- Wino
- Mtyangimbole
- Mkongotema

## Einrichtungen und Dienstleistungen
- Bildung: Im Distrikt befinden sich 11 weiterführende Schulen und eine landwirtschaftliche Hochschule.[6]
- Gesundheit: Medizinisch betreut werden die Einwohner von Madaba von drei Gesundheitszentren, zwei sind staatlich und eines wird von einer religiösen Einrichtung betrieben.[7]
- Wasser: Etwa zwei Drittel der Bevölkerung werden mit sauberem und sicherem Wasser versorgt (Stand 2020).[8]

## Wirtschaft und Infrastruktur
- Landwirtschaft: Beinahe 100 Prozent der Bevölkerung leben von der Landwirtschaft und vom Handel mit deren Produkten. Die Hauptanbauprodukte zur Selbstversorgung sind Mais, Reis, Maniok, Bohnen und Bananen. Für den Verkauf werden Ingwer, Kaffee,  Sesam, Sonnenblumen und Cashew-Nüsse kultiviert. In der Saison 2019/2020 wurden auf 23.000 Hektar 79.000 Tonnen Mais und auf 900 Hektar 18.000 Tonnen Bananen geerntet.[4]
- Straße: Die wichtigste Verkehrsverbindung ist die asphaltierte Nationalstraße T6 von der Regionshauptstadt Songea im Süden nach Njombe im Norden.[9]
- Elektrizität: Derzeit ist sich eine 400 KV-Leitung von Kisada nach Madaba im Bau (Stand 2021).[10] Diese Hochspannungsleitung soll anschließend nach Songea verlängert werden.[11]

## Politik
Der Distriktrat besteht aus zwölf Mitgliedern. Davon werden acht gewählt, drei sind Vertreter besonderer Sitze und einer ist Abgeordneter. Zum Vorsitzenden wurde Teofanes Mlelwa gewählt (Stand 2022).